# Беркович, Сэквэн
Сакван Беркович (англ. Sacvan Bercovitch; 4 октября 1933, Монреаль, Квебек — 9 декабря 2014) — канадский литературный и культурный критик, который провёл большую часть своей жизни, преподавая в США. В течение академической карьеры, охватывающей пять десятилетий, он считался одним из самых влиятельных и противоречивых фигур того поколения в области современной американистики.

## Образование и научная карьера
Беркович родился в Монреале, Квебек, его имя было составлено из двух имен анархистов: Сакко и Ванцетти, которые были казнены за шесть лет до его рождения. Сын русско-канадского художника Александра Зейликовича Берковича (1891—1951) и Брайны Аврутик (1894–1956), родом из Херсона. Сестра — художница Сильвия Эри (род. 1923).
Получил степень бакалавра гуманитарных наук в Колледже сэра Джорджа Уильямса (1958) и доктора философии в Клермонтской школе последипломного образования (1965). (С тех пор он получил почётные степени от обоих учреждений: низшую степень в Concordia в 1993 году и высшую степень в Клермонте в 2005 году).
Беркович преподавал в Брандейсе, Калифорнийском университете в Сан-Диего, Принстоне, а с 1970 по 1984 год в Колумбийском университете. С 1984 года и до выхода на пенсию в 2001 году он преподавал в Гарварде, где он занимал the Powell M. Cabot Профессорство в американской литературе (место профессора ранее занимал Перри Миллер). Он был избран членом Американской академии искусств и наук в 1986 году. Беркович также участвовал в качестве приглашённого преподавателя во многих академических программах, в том числе: the School of Criticism and Theory at Dartmouth, the Bread Loaf School of English, Tel-Aviv University, the University of Rome, the École des Hautes Études in Paris, the Chinese Academy of Social Studies in Beijing, the Kyoto University Seminar in Japan, и в Академии Наук в Москве. Он получил учёные награды за выдающие жизненные достижения в Ранней Американской Литературе (2002 год), премию the Jay B. Hubbell за выдающиеся достижения в области американского литературоведения (2004), и премию the Bode-Pearson за выдающиеся достижения в области американских исследований(2007) .

## Сочинения

### Ранние работы
Ранние книги Берковича, «Пуританские Происхождение американского Я» и «Американской иеремиаде» (наряду с его отредактированными сборниками по типологии и Американского пуританского воображения) представили новую интерпретацию структуры выражения и чувства, это изложено в письменной работе in Пуританской новой Англии. Они предложили:
1. важность библейской типологии в пуританской Новой Англии мысли;
2. центральность воображения в трудах Новой Англии пуритане;
3. соотношение между воображением, религиозным убеждением, а также с культурно-историческим контекстом;
4. центральность текста в процессе общинного самоопределения, из колонии в провинции к национальной государственности, от пуританской использования священного писания к Декларации независимости и Геттисбергскому посланию, а также в рамках национальной литературной традиции; и из всех этих четырех точек зрения,
5. понимание происхождения в Новой Англии пуританизма своеобразного способа выражения и убеждения, что является результатом «американской» идентичности.

Работа Берковича в это время была подвергнута критике с видом на духовную и нравственную ценность пуритан. Это указывает на центральный аспект его подхода: пуританское наследие как риторической модели культурной преемственности. Он видел пуританское «поручение» в качестве прото-капиталистического предприятия, которое предлагало единственное убедительное обоснование для современного сообщества расширяющейся в крупной современной нации. Что сделало его привлекательным с самого начала, на этом был основан не только его религиозный акцент; это была риторика, через которую проходили стойкие (так как замечательно адаптируются, гибкие) религиозные формы влияния светской концепции Пуритане «своей миссии Нового Мира». В то время как другие колонисты в Новой Франции, Новой Испании, Новом Амстердаме понимали себя эмиссарами европейской империи, Пуритане Новой Англии отвергали «старый мир». Вместо этого они сосредоточили их имперское предприятие по смыслу, что они читают в их Новом мире: «Америка», как новая земля обетованная, которая должна молвить об обетованной земле нового современного мира. В течение следующих двух столетий их видение было открыто в священно-светской символике, той, которая (изменила формы, чтобы приспособить изменение времени) питала риторику новой идентичности, Соединенных Штатов Америки, как «Америка».

### Поздняя работа
Благодаря его исследованию выразительной культуры пуританской Новой Англии, Беркович продвинулся вперед, в XIX и XX веков, к описанию своеобразной националистической идеологии, с участием отличительной стратегии либеральной культуры. Это стремление привело к главным книгам девяностых годов, Бюро «The Scarlet Letter» и The Rites of Assent (а также его отредактированные сборники по восстановлению Американской Истории Литературы и Идеологии и Классической Американской Литературы), которые в действительности «завершили написание Истории Американской либеральной культуры, начатой в предыдущей работе — это история, которая определяет способ провокации, в Соединенных Штатах, акты уничтожения инакомыслия ставятся на службу видение консенсуса». В более значительной степени, Беркович утверждал, что именно стратегия американского плюрализма, вызывает инакомыслие-политическое, интеллектуальное, эстетическое и научное, как утопию (прогресс) и антиутопию (катастрофу) — для того, чтобы сориентировать ее в подтверждение Американских идеалов. Аргумент спровоцировал полемику с правой и левой стороны. Справа, он порицал в качестве центральной фигуры поколение выскочек Новых Американцев: с левой стороны, он был отмечен, как консенсус-историк, который поддерживает идею американской исключительности. Отчасти в ответ на его критики, Беркович имеет квалифицированный анализ в серии его очерков, признание режима основного сопротивления идеологии внутри демократического либерализма; подробно огромную возбуждающую силу американских идеалов, экономических и эстетических; настаивая на постоянной силе риторики Америки завербовать саму утопию как оплот культуры. 
В 2004 году Беркович завершил 20-летний проект в качестве главного редактора многотомной Кембриджской истории Американской литературы, которая была названа «Без сомнения, и без серьёзного конкурента, научная история нашего поколения».